# Opsius cypriacus
Opsius cypriacus är en insektsart som beskrevs av Lindberg 1958. Opsius cypriacus ingår i släktet Opsius och familjen dvärgstritar. Inga underarter finns listade i Catalogue of Life.